# G.I.B. Girls in Black
《G.I.B. Girls in Black》（日語：ガールズ・イン・ブラック）是Whirlpool在2014年7月25日發售的戀愛冒險類型成人遊戲。

## 故事
描述目擊到UFO的男主角音無昴被青梅竹馬黑河有佳乃帶到負責解決外星人所引發的問題的組織「外星人入境管理・交流推進機構」（通稱 「MIB」），在接受了一番設施的講解後，正式成為組織成員後的故事。

## 登場人物
音無昴
《G.I.B. Girls in Black》的男主角。學園2年生。「MIB」成員。
黒河有佳乃（聲：上原葵）
學園2年生。音無昴青梅竹馬。「MIB」成員。
（聲：御苑生芽衣）
從其他星球轉到音無昴班上的外星人。父親是宇宙中有名軍火公司的會長。喜歡學習接觸日本的東西。
音無宙美（聲：百瀬ぽこ）
音無昴的義妹。學園1年生。喜歡外星人相關的東西。UFO研究會所屬的成員。

充滿迷團的外星生物。
墨須澪（聲：くすはらゆい）
「MIB」成員。黒河有佳乃的上司。
相葉夕（聲：小倉結衣）
學園3年生。喜歡外星人相關的東西。UFO研究會所屬的成員。
音無七海（聲：海原艾蕾娜）
音無昴的母親。
（聲：星一人）
的父親。宇宙中有名軍火公司的會長。

## 主題曲
片頭曲「Wonderful! Wonderful!」
作詞：SugarLover / 作曲・編曲：菊谷知樹 / 歌：AiRI
片尾曲
歌・作詞・作曲：薬師るり / 編曲：根本克則（KParaMUSIC）

## 評價
《G.I.B. Girls in Black》在日本美少女游戏与动画相关商品销售网站Getchu.com的2014年7月销量榜上排名第7名。

## 外部連結
- 官方网站（日語）